# Limenitis prodiga
Limenitis prodiga är en fjärilsart som beskrevs av Hans Fruhstorfer 1909. Limenitis prodiga ingår i släktet Limenitis och familjen praktfjärilar. Inga underarter finns listade i Catalogue of Life.